# Обични попић
Обични попић (лат. Prunella modularis) је врста птице из реда птица певачица. Име рода Prunella потиче из немачког језика Braunelle која представља умањеницу од речи браон. Придев modularis потиче из латинског језика modulus што значи мелодија.

## Опис
Дужина тела ове врсте износи од 13 до 14,5 центиметара, а тежина од 19 до 20 грама, по чему је слична црвендаћу. Кљун обичног попића је танак са широком базом, а на врху зашиљен. По горњем делу тела, који је прошаран браон бојом, подсећа на врапца покућара. Груди и део главе ове врсте су карактеристичне плаво-сиве боје. На глави се налази вратна пруга плаво-сиве боје која прави лук изнад ока, док је у пределу уха, око ока и на темену глава обојена сиво-браон бојом. Код обичног попића није заступљен полни диморфизам.

## Распрострањеност и станиште
Природно насељава читаву Европу, део Азије и Африке, а вештачки је насељен на Нови Зеланд током деветнаестог века. У северном делу свог ареала насељава четинарске и мешовите шуме, углавном дуж река и потока. У западном делу ареала (Велика Британија, Белгија, Иберијско полуострво) станишта су му низијске шуме, са густим жбуновитим покривачем, затим шуме у оквиру фарми, баште, паркови и друга станишта прекривена грмљем. У јужном делу ареала настањује углавном жбунасте заједнице горње шумске границе и изнад ње.

## Биологија
Обични попић се храни претежно инсектима као и многим другим бескичмењацима, а зими недостатак бескичмењака допуњује семенима биљака. У већем делу свог ареала се гнезди од марта до јула, док се у Русији гнезди од маја до августа. Гнезда прави од гранчица, мањих стабљика, корења, траве и маховине, а изнутра их облаже длакама, вуном, а понекад и перјем. Гнезда гради углавном на тлу или ниско изнад земље, сакривена у жбуњу. У њих женка полаже од 3 до 6 јаја. Популације обичног попића из западне Европе су станарице, док популације из северне и централне Европе мигрирају у јужни део ареала и тамо проводе зиму. Орнитолози процењују да се у Европи, која представља око 95% ареала ове врсте, налази од 12 700 до 21 800 гнездећих парова, са опадајућим популационим тредном.

## Угроженост
Сматра се да је у Уједињеном Краљевству промена пољопривредне праксе довела до ширења осталих птица певачица, што је изазвало повлачење обичног попића, али фактор који доводи до локалног пада бројности још увек није утврђен.

## Обични попић у Србији
У Србији обични попић је редовна гнездарица високопланинских подручја, са од 11 200 до 15 000 гнездећих парова. Присутан је само у јужној половини Србије. Одсуствује из Војводине и већег дела Шумадије. Насељава мешовите и четинарске шуме на планинама, углавном изнад 1.000 м.н.в. Најпогоднија станишта у Источној Србији су на Старој Планини, у Југоисточној Србији у Власинском региону, а у Југозападној Србији на Копаонику, Голији, Златару и Тари. Популација је у последње три деценије у благом порасту, пре свега због садње нових култура четинара.